# Estrecho de Shelikof
El estrecho de Shelikof es un estrecho de mar localizado en la costa suroeste de Alaska, EE. UU., entre el territorio continental de Alaska y las islas del archipiélago Kodiak, en especial de las mayores islas, Kodiak (8.975 km²) y Afognak (1.809 km²). Separa la franja costera continental del Borough de Kodiak Island de la parte de isla Kodiak. La ensenada de Cook (Cook Inlet) está en su extremo norte. 

## Historia
El estrecho lleva su nombre en reconocimiento a Grigori Shélijov (también transcrito como Shelikof), un comerciante de pieles ruso que fundó en 1784 el primer asentamiento ruso en lo que hoy es Alaska, en la bahía Tres Santos, en la isla de Kodiak. El estrecho es bien conocido por sus mareas extremas, que debido a su proximidad a la ensenada de Cook pueden tener diferencias mareales máximas de hasta 12,20 m. 